# Elena (nombre)
Elena o Helena (en griego: Ἑλένη) es un nombre propio femenino de origen griego. En griego ἑλένη heléne significa ‘antorcha’, por lo que comúnmente también se traduce como brillante, deslumbrante o resplandeciente.
Se asocia con el concepto de la «mujer más bella del mundo» derivado del mito troyano de Helena, mujer de belleza incomparable que fue persuadida por Paris para llevar a cabo una fuga juntos. Por esta misma historia también adquiere el significado de «mujer amada».

## Variantes en otros idiomas
- Inglés: Helen, Ellen
- Italiano: Elena
- Macedonio: Elena
- Español: Elena, Helena
- Aragonés: Lena
- Catalán: Hèlena, Helena
- Portugués: Helena
- Gallego: Helena
- Asturiano: Lena
- Croata: Jelena, Jelka
- Eslovaco: Elena, Helena
- Vasco: Elene
- Alemán: Helena, Helene
- Francés: Hélène
- Griego: Έλενα
- Noruego: Eline, Helene, Elin, Eli o Helen
- Sueco: Helena, Lena, Helen, Helene, Ellen, Elina o Elin
- Gaélico Escocés: Eileen
- Rumano: Ileana, Elena
- Ucraniano: Olena
- Ruso: Yelena, Alina, Alyona

### Otras variantes del nombre
- Aline, Alena, Alina, Aljona, Alyona, Ayleen
- Eileen, Eilen, Élaine, Elina, Eli, Elin, Ella, Ellen, Ena, Elaina, Laina, Eliana
- Helen, Helene, Heli, Heliane, Hella, Hely
- Ilona, Ilka (diminutivo de Ilona), Ilonka
- Lena, Lenka, Lenja, Lenya, Leli, Leni, Leena, Loina
- Nel, Nele, Nely, Nelly, Nene, Neliel, Nelliel
- Olena
- Ylène, Ylenia
- Ελένη (griego)
- Elena o Helena (español)
- Arlene

## Santoral
Su santoral, según el nuevo Martirologio Romano, es el 18 de agosto: Santa Elena, madre del emperador Constantino, que tuvo un interés singular en ayudar a los pobres y acudía a la iglesia piadosamente confundida entre los fieles. Habiendo peregrinado a Jerusalén para descubrir los lugares del Nacimiento de Cristo, de su Pasión y Resurrección, honró el pesebre y la cruz del Señor con basílicas dignas de veneración (Roma, vía Labicana, c. 329).